# Río Traiguén
Río Traiguén är ett vattendrag i Chile.   Det ligger i regionen Región de la Araucanía, i den södra delen av landet, 600 km söder om huvudstaden Santiago de Chile.
I omgivningen kring Río Traiguén växer i huvudsak städsegrön lövskog. Området är glesbefolkat, med 15 invånare per kvadratkilometer.